# 사상충
사상충(絲狀蟲, filaria)은 사상충과, 사상충속에 속하며 학명은 Wuchereria bancrofti이다. 몸은 가늘고 길이가 암컷은 10cm쯤, 수컷은 그 반 가량인데, 머리는 둥글고 꼬리 끝은 뾰족하며 온 몸이 투명한 막으로 덮여 있다. 사상충은 알을 거치지 않고 직접 유생으로 태어난다. 유생은 숙주의 몸 표피에서 가까운 쪽의 혈액 속에서 볼 수 있다. 사상충은 유생 상태에서 감염된 사람의 피를 빨아먹은 파리나 모기에 의해 피와 함께 옮겨간다. 유생은 파리와 모기의 입에 가까운 머리 부위에서 계속 자란다. 이 유생은 파리와 모기가 다른 동물을 물 때 상처를 통해 새로운 숙주로 옮겨간다. 사람의 몸 속 혈관에 기생하면 림프관이 부르트고 물주머니가 생겨서 상피병 곧 필라리아증이라는 병증을 일으킨다.